# Juergen Sommer
Juergen Sommer (* 27. Februar 1969 in New York City) ist ein ehemaliger US-amerikanischer Fußballspieler. Er spielte auf der Position des Torhüters.

## Laufbahn als Spieler
Sommer besuchte die Highschool der Culver Military Academy in Culver (Indiana) und spielte in der dortigen Schulmannschaft. Aufgrund seiner Leistungen wurde er auch in das All-American Auswahlteam berufen.
Er besuchte anschließend ab 1987 die Indiana University, wo sehr schnell Stammtorhüter der Collegemannschaft wurde. Nachdem er 1990 zum Collegiate Goalkeeper of the Year ernannt worden war, wechselte nach 1991 England zu Luton Town in die damalige Football League First Division. In den kommenden 6 Jahren spielte er für diverse englische Vereine, wie Torquay United und den Queens Park Rangers.
1998 wechselte Sommer zurück in die USA und spielte dort bis 1999 für die Columbus Crew. Nachdem er seinen Stammplatz in der Saison 1999 aufgrund von Knieverletzungen verloren hatte, wechselte er zur Saison 2000 zu New England Revolution. Vorher absolvierte er ein Spiel für Connecticut Wolves in der USISL A-League. Nach einer erneuten Verletzung beendete er im Herbst 2002 seine Karriere als Fußballspieler. Im Februar 2001 stand er leihweise für ein Spiel im Tor von Bolton Wanderers, nachdem sich dort alle Torhüter verletzt hatten.
Insgesamt absolvierte Sommer 10 Länderspiele für die Nationalmannschaft der USA. Er war Teil des US-Kaders bei den Weltmeisterschaften 1994 und 1998, kam dort aber nicht zum Einsatz.

## Trainerlaufbahn
Sommer, der eine USSF-„A“-Trainerlizenz hat, war von 2004 bis 2007 Assistenztrainer an der Indiana University. Anschließend war er Torwarttrainer der US-amerikanischen Fußballnationalmannschaft von 2007 bis 2010. Außerdem betreute er diverse Jugendmannschaften des Carmel United Soccer Clubs. Neben seiner Tätigkeit als Trainer, war Sommer lange Zeit Mitglied des United States Soccer Federation’s Athletes Council und ist seit 2011 Mitglied im U.S. Soccer Foundation’s Board of Directors.
Im Juni 2013 wurde Sommer als neuer Trainer der US-amerikanischen Mannschaft Indy Eleven bestätigt. Neben seiner Trainertätigkeit ist auch der verantwortliche Director of Soccer Operations.

## Privat
Sommer lebt in Carmel (Indiana) mit seiner Frau, Susie, und seinen beiden Söhnen Tommy und Noah.